# Poeciliopsis hnilickai
Poeciliopsis hnilickai, tên thông thường là Upper Grijalva livebearer, là một loài cá nước ngọt thuộc chi Poeciliopsis trong họ Cá khổng tước. Loài này được mô tả lần đầu tiên vào năm 1981.

## Từ nguyên
Loài cá này đã được đặt theo tên của Erich Hnilicka, một nhà hồ học nghiệp dư người Mexico và là một người chăm sóc các bể thủy sinh, cá cảnh. Ông cũng là người đã phát hiện ra loài P. hnilickai.

## Phân bố và môi trường sống
P. hnilickai có phạm vi phân bố ở Trung Mỹ. Loài cá này được tìm thấy ở một vài nhánh sông thuộc các bang Chiapas, Oaxaca, Tabasco (Mexico), và gần Huehuetenango (Guatemala). Chúng sinh sống ở các ao hồ, lạch sông, nơi đáy phù sa, bùn, cát, sỏi đá.

## Mô tả
Chiều dài cơ thể lớn nhất được ghi nhận ở P. hnilickai là 5 cm, thuộc về một cá thể mái; cá đực của loài P. hnilickai có chiều dài cơ thể lớn nhất được ghi nhận là 3,5 cm.
Sau khoảng 28 - 32 ngày mang thai, cá mái có thể cho ra đời khoảng từ 10 đến 35 con cá bột; cá bột thuần thục sinh dục sau 10 tuần phát triển.